# Władca Pierścieni: Bitwa o Śródziemie II – Król Nazguli
Władca Pierścieni: Bitwa o Śródziemie II – Król Nazguli – dodatek do gry RTS Władca Pierścieni: Bitwa o Śródziemie II wydany przez EA Polska zimą 2007 roku.

## Nowości
Nowością w dodatku są: nowe jednostki, nowi bohaterowie oraz nowa armia – Angmar. Dodano również nową kampanię.

### Fabuła
Gra jest prequelem wydarzeń wersji podstawowej. Tutaj gramy na terenie Arnoru królestwem Angmaru którym dowodzi Czarnoksiężnik.
Mamy za zadanie podbić Arnor a raczej to, co z niego zostało, bowiem Arnor rozpadł się na trzy królestwa. W grze walczymy również z Czarnymi Numenoryjczykami oraz Elfami.

#### Wojna o Pierścień
Tryb wojny o Pierścień został wzbogacony o nowe jednostki i rasę ale również o następujące ulepszenia:
- wszystkie budynki i jednostki budują się jedną turę,
- można przechodzić przez dwa terytoria pod warunkiem że są nasze,
- do dyspozycji są nowe terytoria.